# Rieux (Oise)
Rieux település Franciaországban, Oise megyében. Lakosainak száma 1553 fő (2022. január 1.). Rieux Cinqueux, Angicourt, Brenouille, Verneuil-en-Halatte és Villers-Saint-Paul községekkel határos.

## Népesség
A település népessége az elmúlt években az alábbi módon változott:
| Lakosok száma | 1564 | 1554 | 1584 | 1567 | 1556 | 1548 | 1542 | 1548 | 1553 |
|               | 2013 | 2015 | 2016 | 2017 | 2018 | 2019 | 2020 | 2021 | 2022 |